# Sídliště Moravské Předměstí
Sídliště Moravské Předměstí je urbanistický celek v Hradci Králové. Jedná se o největší sídliště ve městě i v celých východních Čechách, které zaujímá plochu přibližně 400 hektarů.
Sídliště se nachází na katastrálních územích Třebeš a Nový Hradec Králové, resp. v místních částech Třebeš, Moravské Předměstí a Nový Hradec Králové. Jeho území přibližně odpovídá ZSJ Moravské Předměstí I až VII, ve kterých celkem žije přes 21 tisíc obyvatel.
Název Moravské Předměstí nese též místní část, která však nemá vlastní katastrální území (k. ú. Třebeš) a zabírá jen sídlištní okrsek 6 (ZSJ Moravské Předměstí V) s přibližně 5 tisíci obyvateli.
Poradními a iniciativními orgány pro dílčí části města zřizovanými Radou města Hradce Králové jsou komise místní samosprávy. Území sídliště je v tomto smyslu rozděleno na tři části: Moravské Předměstí - jih, Moravské Předměstí - sever, Moravské Předměstí - východ.

## Autoři
V roce 1967 proběhla anonymní architektonická, resp. urbanistická soutěž. Vyhráli ji Karel Marhold a Jiří Němec z fakulty architektury a pozemního stavitelství ČVUT v Praze. Na druhém místě soutěže se umístil František Křelina starší z královéhradeckého Stavoprojektu a následně se stal členem týmu realizujícího sídliště. V letech 1970 až 1971 společně zpracovali podrobný územní plán (PÚP) řešeného území.
Oproti projektu došlo k řadě změn, na což měl vliv zejména počátek normalizace, ale i technologická náročnost až avantgardnost projektu (množství ramp, mostků, lávek, předsazených krytých ocelových chodníků, i netradičně zalomené tvary obytných domů). Urbanistický koncept Marholda a Němce nicméně zůstal zachován. V roce 1973 se stal hlavním projektantem sídliště zmiňovaný František Křelina a řadu projektů dotvořil. Právě on ve výsledku stál za architektonickým pojetím sídliště. V autorském kolektivu dále byli Zdeněk Vašata a Karel Runštuk, František Křelina ml., Alexander Pur, Andrea Benešová, Karel Rulík, Karel Fridrich, Jiří Nosek a Miroslav Hajný.
Generálním projektantem sídliště byl Stavoprojekt Hradec Králové. Investorem byl Krajský investorský úřad Hradec Králové a realizaci zajišťovaly Pozemní stavby Hradec Králové.

## Rozsah
V rámci projektu mělo být postaveno 10 431 bytů pro 37 tisíc obyvatel (V roce 1972 bylo uvedeno 34 tisíc). Sídliště bylo rozděleno do šesti okrsků. Každý okrsek byl naplánován tak, aby obsahoval základní občanskou vybavenost včetně obchodů, služeb, základní školy, mateřské školy i jeslí. Sídliště tedy bylo navrhnuto tak, aby obsahovalo několik okrskových i lokálních center a zároveň také centrum pro spádovou oblast asi 50 tisíc, resp. až 64 tisíc obyvatel.

### Sídlištní okrsky
- okrsek 1 - SZ zakončení Benešovy třídy; z větší části nerealizována zástavba severně od Třebše; poblíž zastávka MHD U Dvora; odpovídá menší části ZSJ Moravské Předměstí III

- okrsek 2 - Z část Benešovy třídy navazující na zástavbu Třebše; Poliklinika III a nerealizované kino s osvětovým domem; zastávky MHD Benešova a Velkopopovická; odpovídá většině ZSJ Moravské Předměstí III a VII

- okrsek 3 - SV část Benešovy třídy; severně od ulice Jana Masaryka; sociální dům pro seniory Harmonie I.; zastávky MHD Masarykova na pomezí s okrskem 4, dále zastávky Moravské Předměstí I a Hotel Garni na Brněnské ulici; odpovídá ZSJ Moravské Předměstí II

- okrsek 4 - V část Benešovy třídy; jižně od ulice Jana Masaryka, severně od Palachovy a západně od Brněnské; ZŠ Mandysova; pošta HK 12; zastávky MHD Benešova, Masarykova, Futurum a Na Brně; odpovídá přibližně ZSJ Moravské Předměstí I

- okrsek 5 - JV část sídliště; ústřední ulicí je Milady Horákové, jižně od ulice Palachova; konečná MHD spolu s obchodním střediskem Pod Strání; ZŠ Milady Horákové; pošta HK 6; na pomezí s okrskem 4 se dále nachází zastávka MHD Palachova, směrem k Novému Hradci zastávka Zvonička a východně od okrsku zastávka Na Plachtě; odpovídá přibližně ZSJ Moravské Předměstí IV a VI

- okrsek 6 - JZ část sídliště; ústřední ulicí je Štefánikova, napojující se na Zborovskou; konečná MHD Podzámčí; obchodní středisko Hvězda; ZŠ Štefánikova; pošta HK 11; na pomezí s okrskem 2 zastávka MHD Štefánikova; odpovídá přibližně ZSJ Moravské Předměstí V

| Základní sídelní jednotka  | počet obyvatel (k 2011) | počet obyvatel (k 2021) |
| -------------------------- | ----------------------- | ----------------------- |
| ZSJ Moravské Předměstí I   | 5 111                   | 4 570                   |
| ZSJ Moravské Předměstí II  | 3 608                   | 3 279                   |
| ZSJ Moravské Předměstí III | 2 985                   | 2 693                   |
| ZSJ Moravské Předměstí IV  | 3 030                   | 2 864                   |
| ZSJ Moravské Předměstí V   | 5 350                   | 4 966                   |
| ZSJ Moravské Předměstí VI  | 2 546                   | 2 369                   |
| ZSJ Moravské Předměstí VII | 573                     | 523                     |
| Celkem                     | 23 203                  | 21 264                  |

## Výstavba

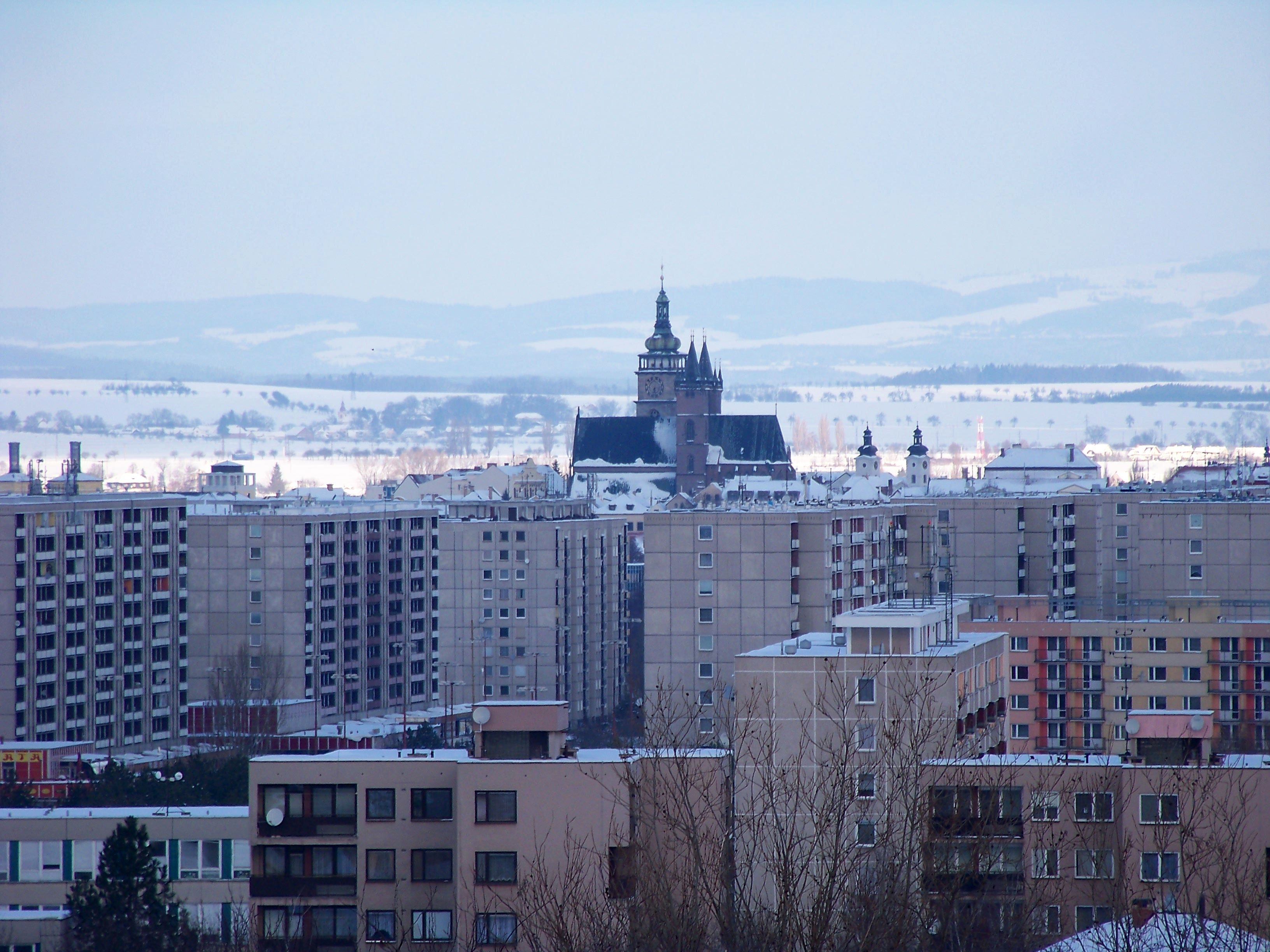
Sídliště Moravské Předměstí z Husovy ulice, v pozadí katedrála sv. Ducha

Projekční příprava proběhla v letech 1969 až 1970 vypracováním podrobného územního plánu (PÚP). Výstavba bytových budov započala v roce 1972 v okrsku 5 (bývalá Lhota pod Strání).

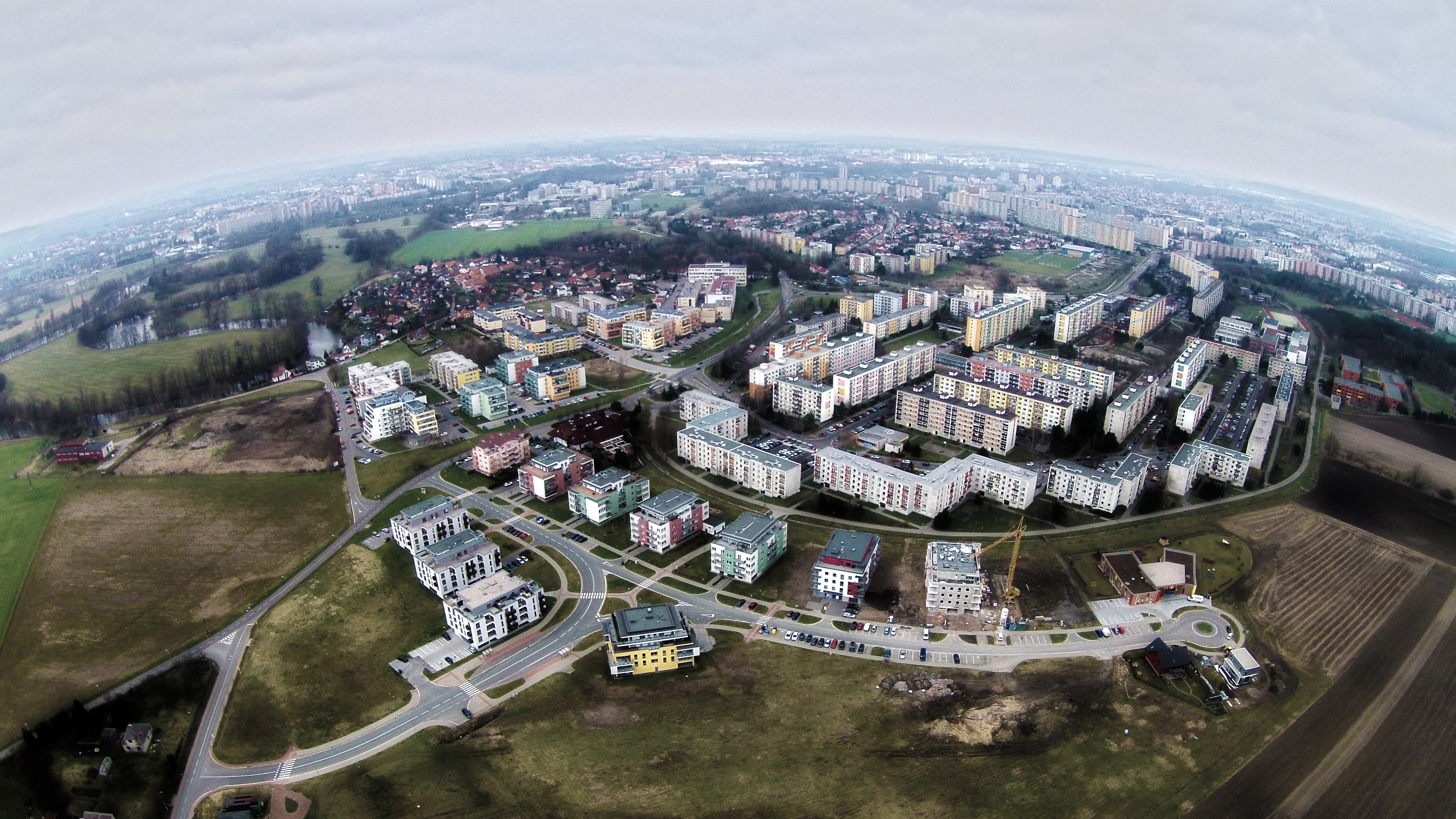
Letecký pohled na Moravské Předměstí, zejména okrsek 6

Na počátku 80. let 20. století byl před dokončením okrsek 5 s 2500 byty pro asi 7500 obyvatel. Dokončen byl v té době okrsek 2/1 o 360 bytech pro tisíc obyvatel. Největší okrsek 6 (Hvězda/Podzámčí) s 2700 byty pro 8000 lidí byl rozestavěn a měl být postupně dokončen během sedmé pětiletky. Ve výstavbě byl rovněž okrsek 4/2 a 4/3 s 1460 byty s plánovaným dokončením v roce 1981.
Základní škola Milady Horákové (tehdy Salvadora Allendeho) byla dokončena v roce 1977, ZŠ Štefánikova (tehdy Engelsova) v roce 1983 a ZŠ Mandysova 1984.
Sídliště se nakonec stavělo přes 20 let a nebylo dokončeno v plném rozsahu. Po sametové revoluci došlo k výraznému omezení výstavby. V roce 1990 bylo dokončeno jen 460 malometrážních bytů (a došlo k přejmenování ulic). V roce 1993 byla dokončena Poliklinika III (na třídě E. Beneše, funguje od roku 1996).
K dokončení celého sídliště došlo v roce 1993. Ne vše se podařilo realizovat (např. dům kultury, parkovací objekty a další občanská vybavenost).
Po dokončení začal veřejný prostor chátrat, a proto byla vypsána architektonicko-urbanistická soutěž na revitalizaci.

## Kompozice

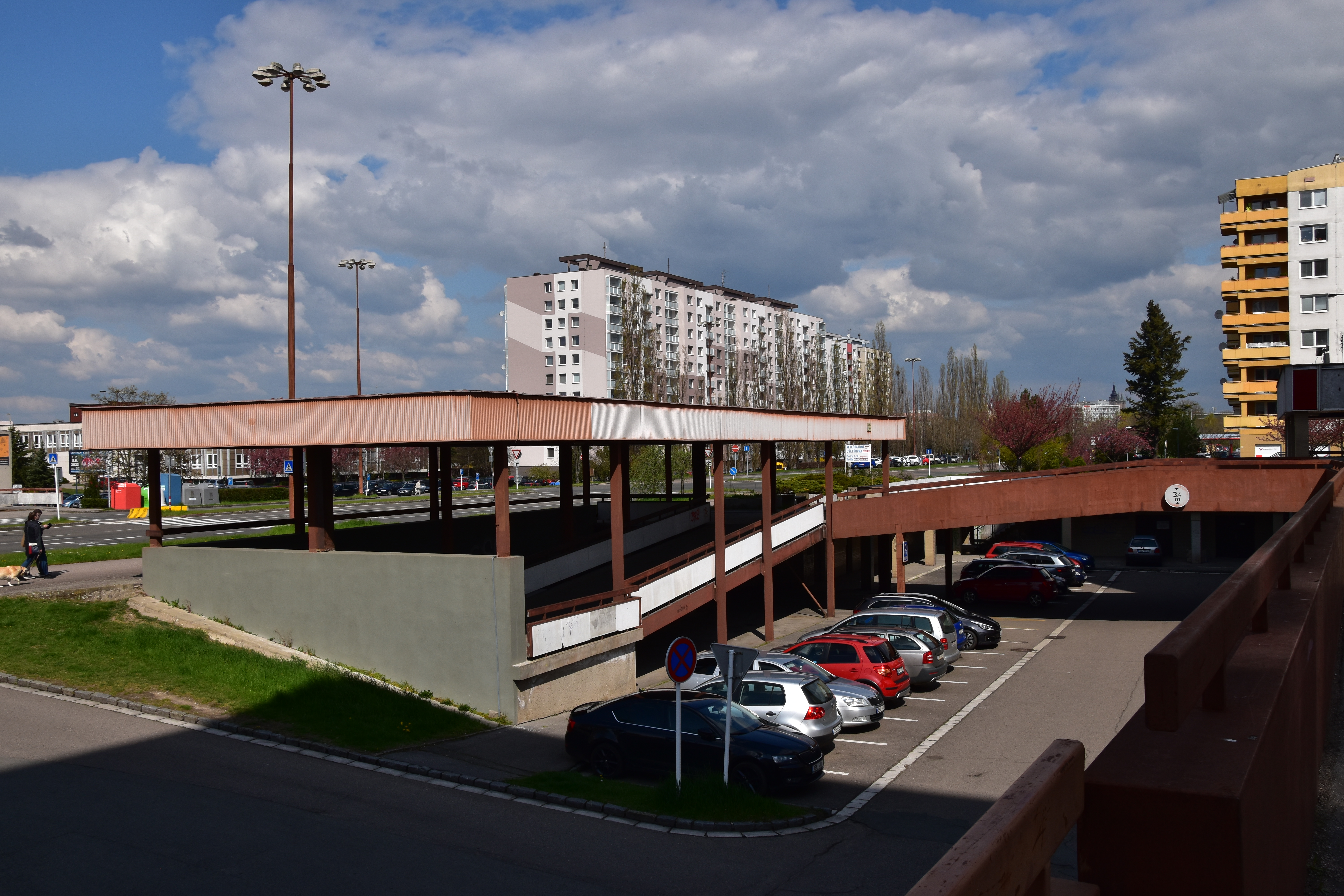
Typický mimoúrovňový systém třídy E. Beneše

### Hlavní třída Edvarda Beneše
Hlavním motivem a páteří celého sídliště je monumentální třída (třída Edvarda Beneše, dříve Marxova), která na jednu stranu směřuje k městskému centru, na druhé straně přechází do parku a dále do příměstské krajiny (Krajina tak z druhého pohledu proniká do sídliště). Navazuje na tradici radiálních městských bulvárů z meziválečného období (Gočárovu a Pospíšilovu třídu). Třída měla soustředit občanskou a obchodní vybavenost nejen pro sídliště, ale celou oblast jižní část Hradce Králové a navazujících lokalit.
Třída Edvarda Beneše protíná sídliště a rozděluje jej na dvě části, jinými slovy odděluje a zároveň propojuje okrsky 1, 2 na západě a 3, 4 na východě. Největší sídlištní celky však tvoří okrsky 5 a 6 na jihu. Uprostřed délky hlavní třídy bylo navrženo nákupní středisko, Dům obuvi, textilu a oděvů (tříposchoďový), Dům služeb, správní a kulturní středisko.

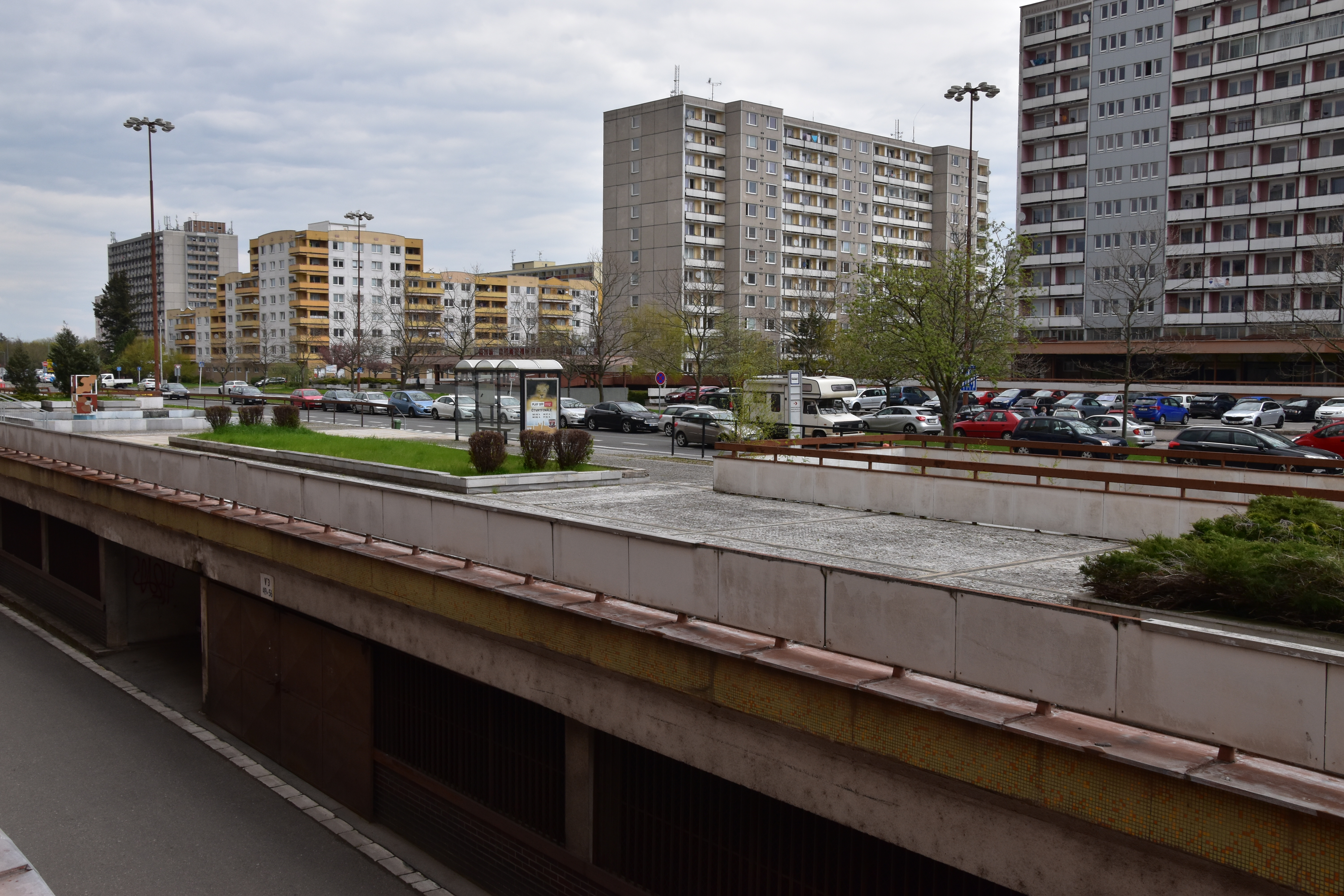
Třída E. Beneše, stav 2022

Třída Edvarda Beneše byla vybudována jako čtyřproudá se zeleným pruhem o šířce 6 metrů uprostřed, umožňující pohled na věže v historickém centru města. Prostor pro pěší byl vyřešen mimoúrovňově tak, aby byla pěší a automobilová doprava vertikálně oddělena. Hlavní chodník byl vybudován na obou stranách ulice, a to o šířce 6,1 m. Na jižním kraji třídy a uprostřed jsou oba chodníky propojeny mimoúrovňovými podchody s prodejnami na jedné straně podchodu.

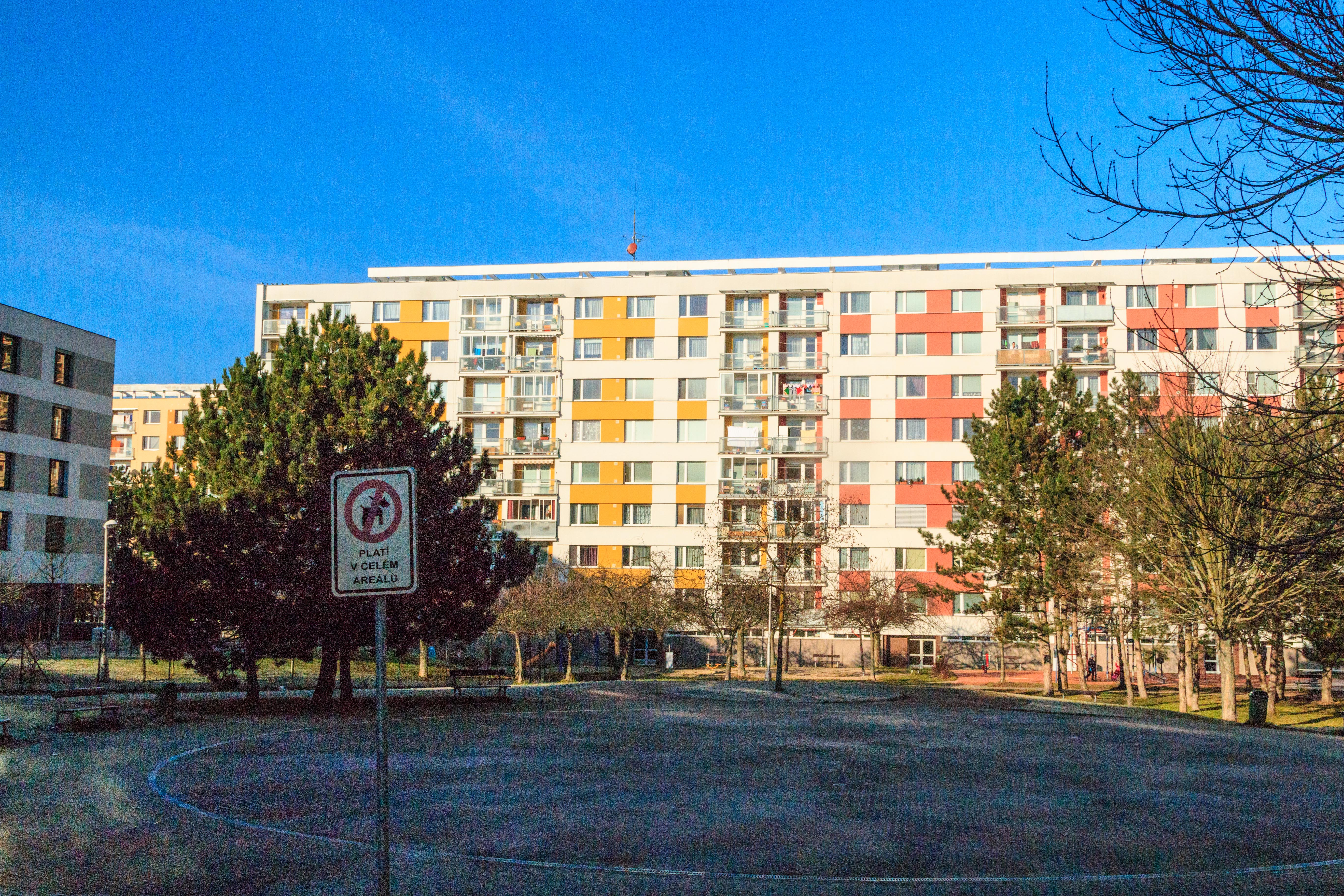
Štefánikova ulice

Původním plánem bylo, že hlavní třídu obklopí terasovité domy, které by postupně klesaly až k pěšímu prostoru (parteru). Tento návrh se nakonec nedočkal realizace. Třídu nakonec obklopují dvanácti až šestnáctipodlažní budovy, zpravidla však třináctipodlažní. Jsou postaveny z konstrukční soustavy T06B s celostěnovým pláštěm. Na schodišťové haly a lodžie s atypickým zábradlím byly instalovány závěsné kovoplastové závěsy ZUKOV. Kvůli zmírnění kontrastu bulváru a vysokých budov byly vybudovány alespoň loubí s menšími obchodními jednotkami a také čtyři nízké objekty občanské vybavenosti s většími obchody.
Bytové domy byly vybudovány jako polyfunkční, tedy tak, že v prvním nadzemní podlaží (v přízemí) byly umístěny sklepy pro bytové jednotky, místnosti pro kola a kočárky, sklady prodejen, příslušenství sociálního zařízení, schodiště a vstup do hospodářské části a vstup do klidové části s klepadly, hřištěm a prostory na sušení prádla. V této úrovni byla také vybudována obslužná komunikace. V druhém nadzemním podlaží byly umístěny prodejny a jejich zázemí (obchodní jednotky), haly s poštovními schránkami a vstup do bytové části domu (schodiště, výtahy, prostory pro kočárky). Toto podlaží bylo napojeno na pěší chodník, vyvýšený nad terénem vozovky. Do třetích až třináctých podlaží umístili architekti byty, všechny s balkony (lodžiemi).
Realizace hlavní třídy, tedy třídy Edvarda Beneše, s 3000 byty byla započata v roce 1980 s tím, že se v roce 1982 počítalo s jejím dokončením v roce 1987.

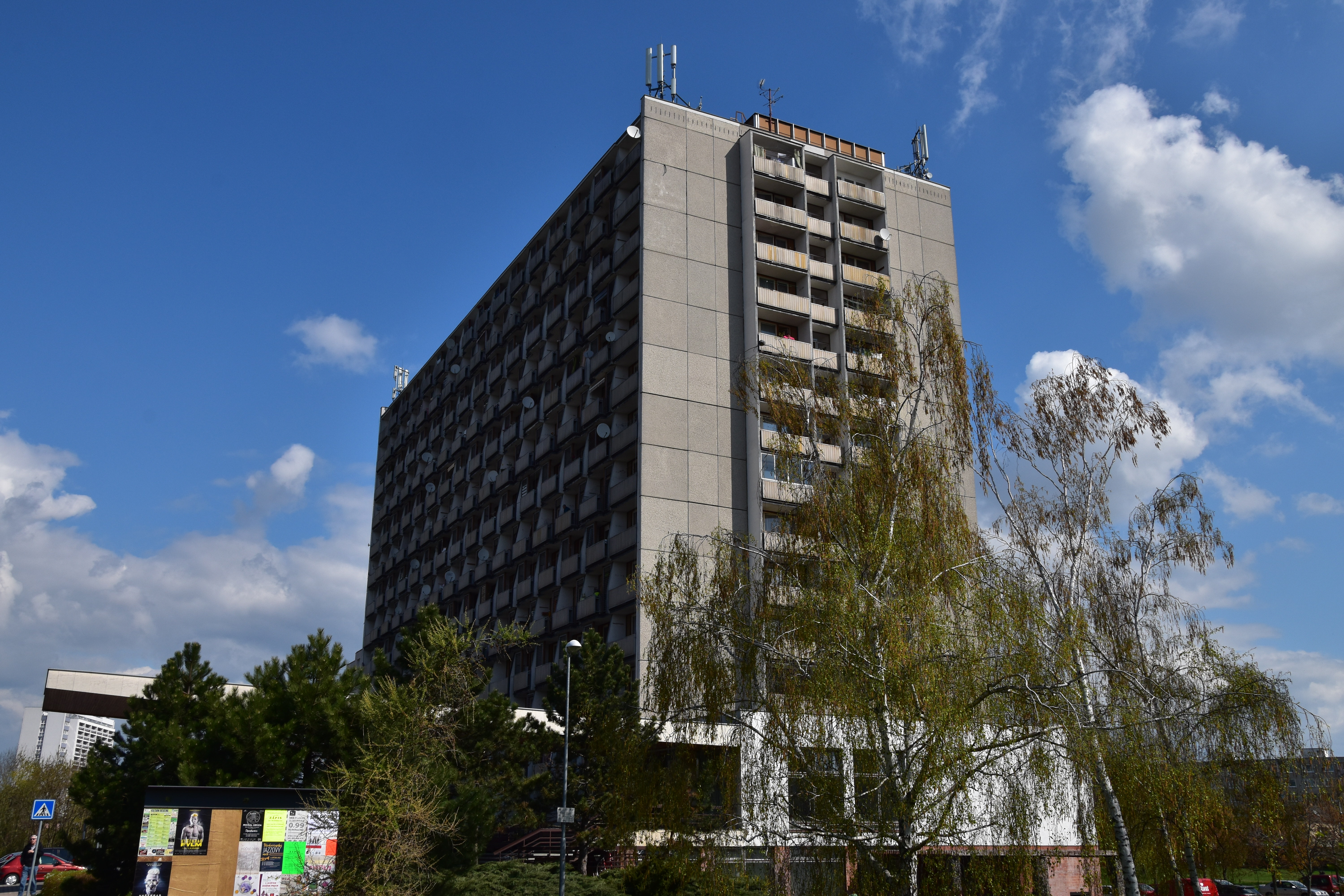
dům Harmonie I, plánovaný interhotel

Hlavní třídu měl směrem k centru uzavírat Interhotel. K jeho výstavbě došlo jen v omezené podobě a s malometrážními byty.

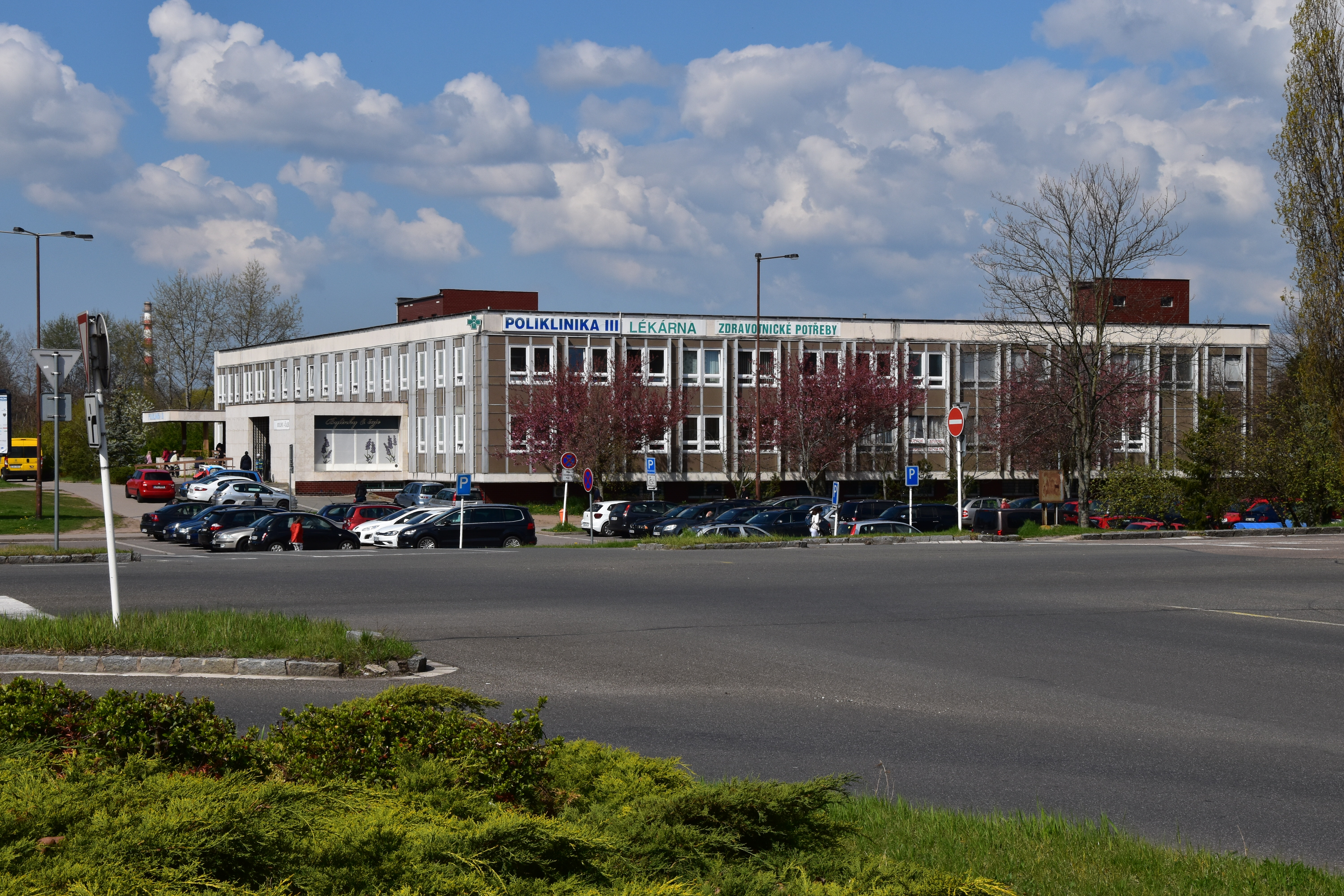
Poliklinika III

### Sídlištní střediska

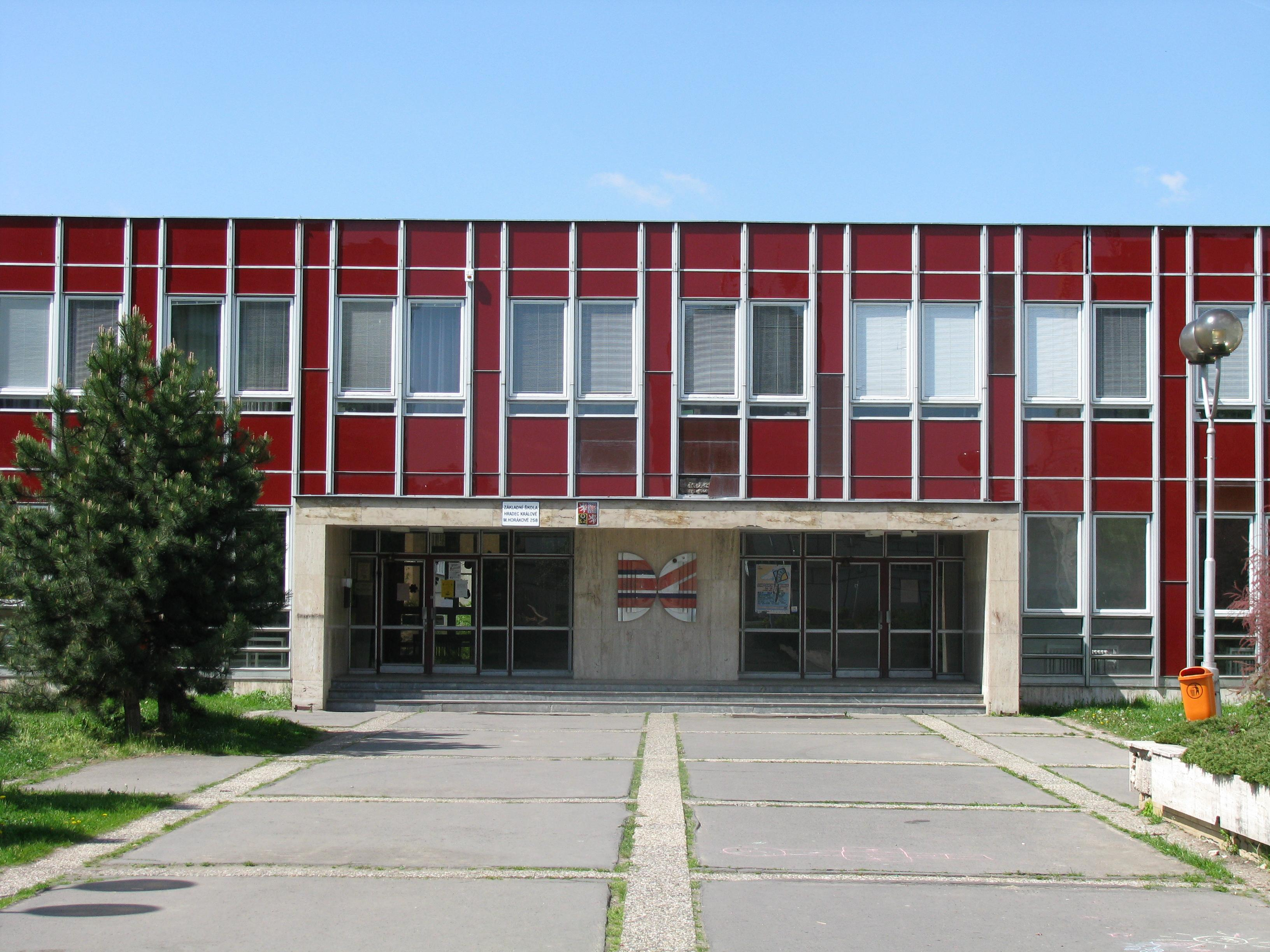
ZŠ Milady Horákové

Správní středisko mělo sloužit až 64 tisícům obyvatel. Mělo získat podobu šestnáctipodlažní budovy s poštou, veřejnou bezpečností (pasovým oddělením), Čedokem či bufetem. Páté až patnácté podlaží bylo vybudováno pro kancelářské účely. Dům služeb získal podobu jen dvoupodlažního objektu s restaurací, bufetem, kuchyní, sklady, klubovnami, holičstvím, kadeřnictvím a fotoateliérem.
V centru okrsku 5 byl postaven Dům potravin, Dům služeb, obvodní zdravotní středisko a konečná zastávka MHD. V rámci centra služeb okrsku 6 byly vybudovány kryté kolonádní koridory a vytvořeno atrium. Centrum 2 mělo vzniknout jako areál obsahující kino, gymnázium, osvětový dům a polikliniku. Centrum 3 zahrnulo obchodní dům, dům s malometrážními byty pro důchodce, hotel a snack-bar.
U brněnské výpadové silnice byla navržena stání a garáže o kapacitě 2000 automobilů.

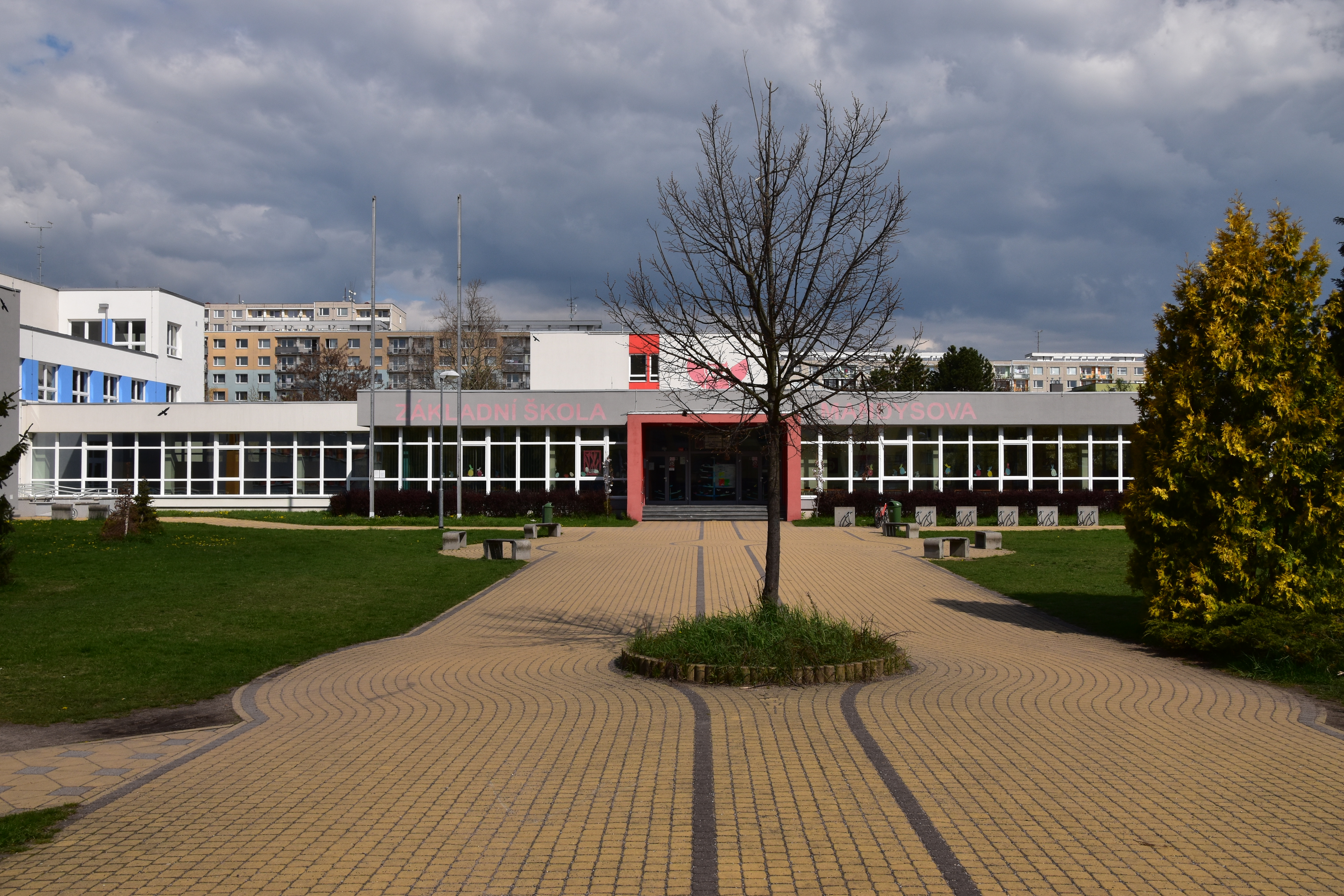
ZŠ Mandysova

### Základní školy
- ZŠ Milady Horákové – Dostavěna v roce 1977 v ulici s tehdejším názvem Salvadora Allendeho. V navštěvuje ji cca 700 žáků. Na druhém stupni se každý rok otevírá třída s rozšířenou výukou matematiky, informatiky a chemie.
- ZŠ Štefánikova – Otevřena byla v roce 1983. Ulice původně nesla název Engelsova.
- ZŠ Mandysova – Uvedena do provozu 1. září 1984. Areál tvoří tři pavilony. Třetí pavilon je zčásti pronajatý. Od 1. září 2006 je využíván mateřskou školkou.

### Byty pro tělesně postižené
Na základě požadavku Svazu invalidů byl vydělen jeden z bytových družstevních domů pro potřeby tělesně postižených. Ve své době se jednalo o velmi ojedinělou stavbu. Vznikla v letech 1973 až 1979 (projekt 1973–1975, realizace 1976–1979). Autory stavby byli Zdeněk Vašata a Alexander Pur ze Stavoprojektu, generálním dodavatelem Pozemní stavby, n. p., Hradec Králové. Celková dispozice objektu je stejná jako v ostatních okolních domech, liší se však vnitřní dispozice bytů.

## Doprava
Jednotlivé části sídliště a jejich okolí obsluhuje v součtu deset denních linek městské hromadné dopravy, z toho Benešovou třídou projíždí linky čtyři (č. 9, 18, 25 a 27). Na sídlištním okrsku 5 nachází točna Pod Strání, která je konečnou zastávkou trolejbusových linek č. 4 a 27 a autobusových linek č. 23 a 24. Na točně Podzámčí, nacházející se na okrsku 6, končí autobusová linka č. 25 a některé spoje linek č. 16 a 18 (většina odtud dále pokračuje do Roudničky a Vysoké nad Labem), zastavují zde také příměstské autobusy linky č. 601 do Pardubic. Větší částí sídliště také projíždí linka č. 9 a na východním okraji sídliště, Brněnské ulici, se dále nachází zastávky linek č. 1 a 2.

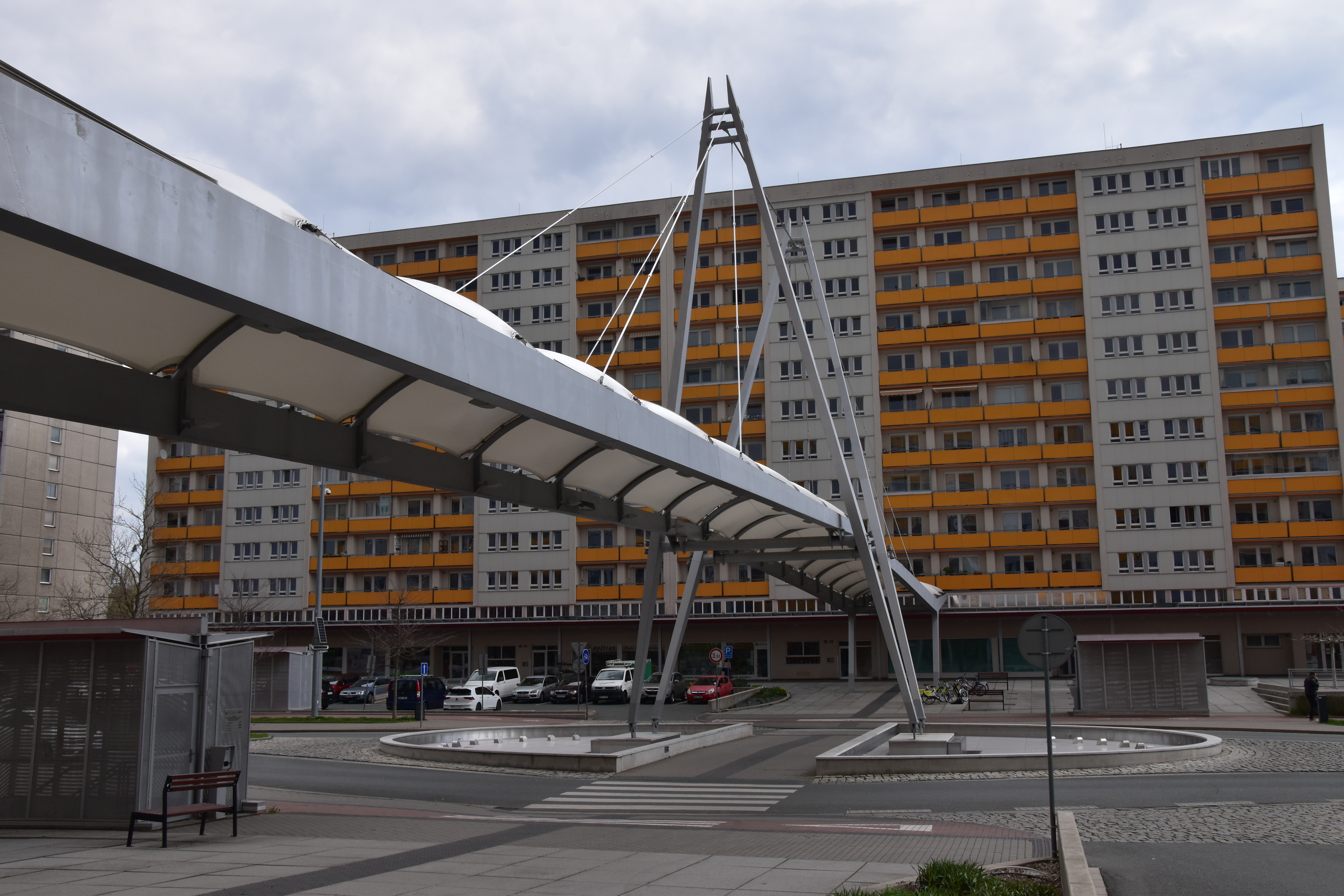
Revitalizovaná střední část třídy E. Beneše

## Revitalizace
V létě 2012 došlo k první etapě revitalizace třídy Edvarda Beneše.
V roce 2020 město Hradec Králové vypsalo veřejnou zakázku Projekt regenerace veřejného prostranství na sídlišti Moravské Předměstí v Hradci Králové.
V plánu je revitalizace chátrajícího komplexu Hvězda. V roce 2016 byla na žádost města zpracována architektonická studie, která měla vytvořit podklad pro odlehčení původních masivních ocelových konstrukcí. Mezi lety 2016 až 2021 však k žádnému posunu v realizaci nedošlo. Stav ocelových konstrukcí se naopak natolik zhoršil, že v roce 2021 musely hradecké technické služby započít nezbytnou sanaci, aby se zamezilo hrozícím úrazům.

## Sochy

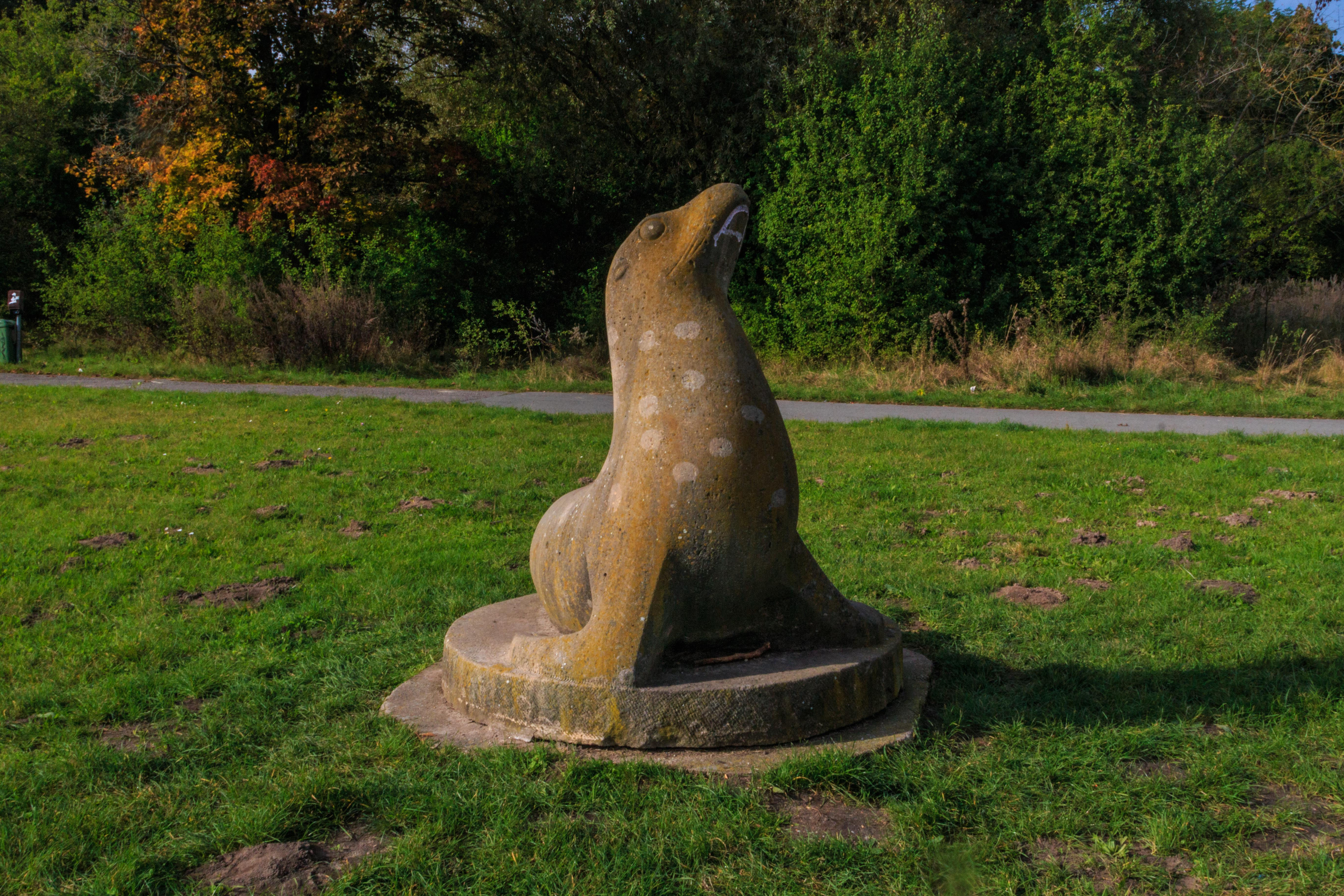
Socha lachtana

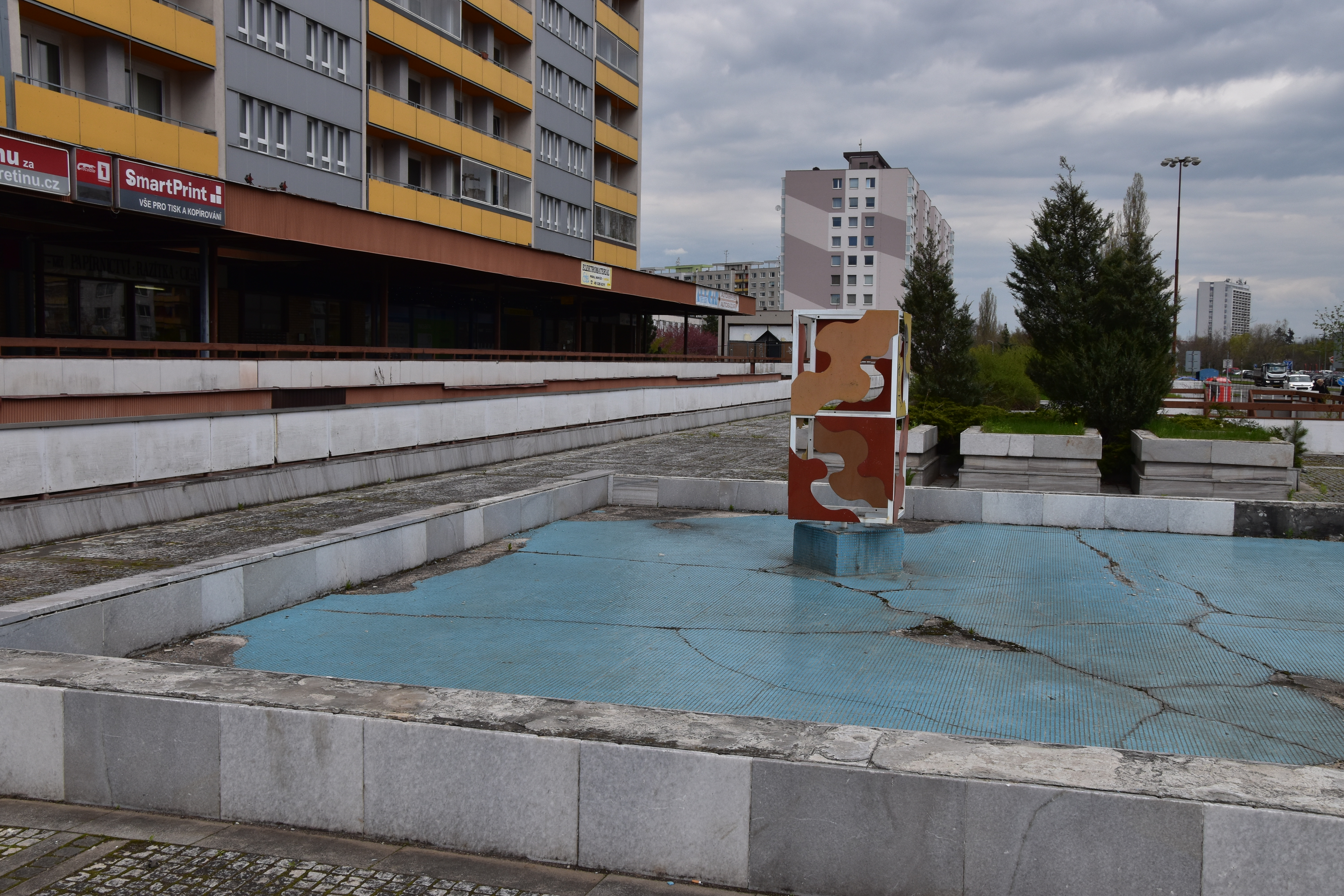
Jedna z fontán na Benešově třídě

Sídliště bylo obohaceno několika uměleckými díly. Vyzdobeno bylo např. obchodní centrum Hvězda, kde byla do atria umístěna socha Dívky od Ladislava Zemánka.
Na hlavní třídě byly vybudovány tři fontány, resp. kašny. Dochovaly se dvě: na jedné s mramorovým obkladem je umístěna železná barevná abstraktní plastika s motivem toku vody. Druhou fontánu zkrášluje pískovcová abstraktní socha Pramen.
U základní školy Mandysova byla umístěna pískovcová plastika Rozvoj vědy a techniky – cíl socialistické společnosti z dílny Karla Hyliše a jeho syna Petra Hyliše. Socha s betonovou patkou má podobu ženy sedící na vysokém sedátku, o nějž se opírá pravou rukou. Levá ruka drží předmět tvaru kvádru, který je opřený o tělo, resp. o hruď.
U základní školy v ulici Milady Horákové bylo instalováno sousoší Matka s dítětem od Jana Wagnera.
V brouzdališti v pátém okrsku vznikl pískovcový lachtan (1975) od týchž autorů. Později brouzdaliště nahradilo mlhoviště a lachtan byl přestěhován o několik metrů dál.

## Názvy ulic a zastávek MHD
Velká část ulic na sídlišti prošla po roce 1989 přejmenováním:
- Bolehovského – Durychova
- Burešova – Kyjovská
- Černigovská – Jana Masaryka
- Dimitrova – Palachova
- Engelsova – Štefánikova
- Hončlova – Sezemická
- Kárníkova – Vysocká
- Marxova – třída Edvarda Beneše
- Salvadora Allende – Milady Horákové
- Jožky Jabůrkové – Velehradská
- Václava Kopeckého – Prostějovská

Ke změně názvu došlo i u některých zastávek MHD:
- Dům služeb – Hvězda
- Engelsova – Štefánikova
- Dimitrova – Palachova
- Opravárenský závod – Futurum

## Ocenění
Sídliště získalo řadu ocenění. Původní projekt zůstal mj. i oceněný ve Finsku. V roce 1977 získal návrh centrální třídy (dnes třída Edvarda Beneše) dokonce 1. místo v soutěži o nejlepší stavbu ČSR v celostátní soutěži organizované tehdejším ministerstvem výstavby a techniky a zároveň 2. místo v soutěži architektonických prací členů Svazu českých architektů. V roce 1988 obdržel František Křelina starší Cenu Josefa Havlíčka za návrh a realizaci sídliště Moravské Předměstí.